# Luc Baud
Pour les articles homonymes, voir Baud.
Luc Baud, né le 1er avril 1966, est un joueur professionnel français de hockey sur glace qui évoluait au poste d'ailier.

## Statistiques
| Saison    | Équipe                        | Ligue           |    | Saison régulière | Saison régulière | Saison régulière | Saison régulière | Saison régulière |   | Séries éliminatoires | Séries éliminatoires | Séries éliminatoires | Séries éliminatoires | Séries éliminatoires |
| Saison    | Équipe                        | Ligue           | PJ | B                | A                | Pts              | Pun              | PJ               | B | A                    | Pts                  | Pun                  |                      |                      |
| 1988-1989 | Chamois de Chamonix           | Nationale2      | 25 | 17               | 21               | 38               | 49               |                  |   |                      |                      |                      |                      |                      |
| 1989-1990 | Français volants de Paris     | Nationale 1A    | 33 | 10               | 0                | 10               | 21               | 4                | 1 | 0                    | 1                    | 0                    |                      |                      |
| 1990-1991 | Flammes bleues de Reims       | Ligue nationale | 28 | 6                | 3                | 9                | 28               | 3                | 1 | 1                    | 2                    | 3                    |                      |                      |
| 1991-1992 | Flammes bleues de Reims       | Élite           | 33 | 16               | 7                | 23               | 53               |                  |   |                      |                      |                      |                      |                      |
| 1992-1993 | Flammes bleues de Reims       | Nationale 1     | 35 | 13               | 10               | 23               | 38               |                  |   |                      |                      |                      |                      |                      |
| 1993-1994 | Flammes bleues de Reims       | Nationale2      | 19 | 11               | 18               | 29               | 12               | 6                | 1 | 7                    | 8                    | 6                    |                      |                      |
| 1994-1995 | Brûleurs de loups de Grenoble | Élite           | 3  | 2                | 0                | 2                | 2                |                  |   |                      |                      |                      |                      |                      |